# Vrnčani, Gornji Milanovac
Vrnčani (izvirno srbsko Врнчани) je naselje v Srbiji, ki upravno spada pod Občino Gornji Milanovac; slednja pa je del Moraviškega upravnega okraja.

## Demografija
V naselju živi 343 polnoletnih prebivalcev, pri čemer je njihova povprečna starost 48,5 let (47,1 pri moških in 50,0 pri ženskah). Naselje ima 130 gospodinjstev, pri čemer je povprečno število članov na gospodinjstvo 2,95.
To naselje je, glede na rezultate popisa iz leta 2002, večinoma srbsko, a v času zadnjih treh popisov je opazno zmanjšanje števila prebivalcev.
|  |

| Demografija | Demografija     | Demografija     |
| Leto        | Št. prebivalcev | Št. prebivalcev |
| ----------- | --------------- | --------------- |
|             |                 |                 |
|             |                 |                 |
|             |                 |                 |
|             |                 |                 |
| 1948        | 864             |                 |
| 1953        | 850             |                 |
| 1961        | 736             |                 |
| 1971        | 637             |                 |
| 1981        | 586             |                 |
| 1991        | 484             | 484             |
| 2002        | 383             | 383             |
|             |                 |                 |

| Etnična sestava po popisu iz leta 2002 | Etnična sestava po popisu iz leta 2002 | Etnična sestava po popisu iz leta 2002 | Etnična sestava po popisu iz leta 2002 | Etnična sestava po popisu iz leta 2002 |
| -------------------------------------- | -------------------------------------- | -------------------------------------- | -------------------------------------- | -------------------------------------- |
| Srbi                                   | Srbi                                   |                                        | 376                                    | 98,17%                                 |
| Črnogorci                              | Črnogorci                              |                                        | 2                                      | 0,52%                                  |
| Slovenci                               | Slovenci                               |                                        | 1                                      | 0,26%                                  |
| Bolgari                                | Bolgari                                |                                        | 1                                      | 0,26%                                  |
| Jugoslovani                            | Jugoslovani                            |                                        | 1                                      | 0,26%                                  |
| Neznano                                | Neznano                                |                                        | 1                                      | 0,26%                                  |